# Elecciones regionales de Huancavelica de 2002
Las elecciones regionales de Huancavelica de 2002 se llevaron a cabo el 17 de noviembre de 2002 para elegir al presidente regional, al vicepresidente regional y al Consejo Regional para el periodo 2003-2006. La elección se celebró simultáneamente con elecciones regionales y municipales (provinciales y distritales) en todo el Perú.
Como resultado de esta elección, Salvador Espinoza Huarocc, candidato del Movimiento Independiente de Campesinos y Profesionales, obtuvo el 20.33% de votos válidos y resultó electo como presidente regional de Huancavelica.

## Sistema electoral
El Gobierno Regional de Huancavelica es el órgano administrativo y de gobierno del departamento de Huancavelica. Está compuesto por el presidente regional, el vicepresidente regional y el Consejo Regional.
La votación del presidente, vicepresidente y consejo regional se realiza en base al sufragio universal, que comprende a todos los ciudadanos nacionales mayores de dieciocho años, empadronados y residentes en el departamento de Huancavelica y en pleno goce de sus derechos políticos.
El Consejo Regional de Huancavelica está compuesto por 7 consejeros elegidos por sufragio directo para un período de cuatro (4) años, en forma conjunta con la elección del presidente regional. La votación es por lista cerrada y bloqueada. Se asigna a la lista ganadora los escaños según el método d'Hondt o la mitad más uno, lo que más le favorezca.

## Partidos y candidatos
A continuación se muestra una lista de los principales partidos y alianzas electorales que participaron en las elecciones:
| Candidatura | Candidatura | Partidos y alianzas | Candidato | Candidato                 | Ideología                                                         | Ref.  |
| ----------- | ----------- | --- | --------- | ------------------------- | ----------------------------------------------------------------- | ----- |
|             | APRA        | Lista - Partido Aprista Peruano (APRA) |           | José Guzmán Buleje        | Aprismo                                                           | [ 3 ] |
|             | AP          | Lista - Acción Popular (AP) |           | Juan Abad Cabrera         | Humanismo Nacionalismo cívico Reformismo                          | [ 3 ] |
|             | UPP         | Lista - Agrupación Independiente Unión por el Perú - Frente Amplio (UPP)                                                                    |           | Manuel Soria Alarcón      | Liberalismo Progresismo Socialdemocracia                          | [ 3 ] |
|             | PP          | Lista - Perú Posible (PP) |           | César Echevarría Rojas    | Socioliberalismo Democracia liberal Tercera vía                   | [ 3 ] |
|             | SP          | Lista - Somos Perú (SP) |           | Vicente Taype Benito      | Democracia cristiana Conservadurismo social Liberalismo económico | [ 3 ] |
|             | UN          | Lista - Unidad Nacional (UN) – Partido Popular Cristiano (PPC) – Solidaridad Nacional (SN) – Renovación Nacional (RN) – Cambio Radical (CR) |           | Julio Chumbes Carbajal    | Democracia cristiana Conservadurismo Neoliberalismo               | [ 3 ] |
|             | RA          | Lista - Renacimiento Andino (RA) |           | Ciro Gálvez Herrera       | Indigenismo Plurinacionalismo Socialdemocracia                    | [ 3 ] |
|             | RD          | Lista - Reconstrucción Democrática (RD) |           | Justino Videla Tinoco     | Humanismo                                                         | [ 3 ] |
|             | MINCAP      | Lista - Movimiento Independiente de Campesinos y Profesionales (MINCAP)                                                                     |           | Salvador Espinoza Huarocc | Regionalismo huancavelicano                                       | [ 3 ] |
|             | INTI        | Lista - Movimiento Independiente Regional INTI (INTI)                                                                                       |           | Julián Zorrilla Monge     | Regionalismo huancavelicano                                       | [ 3 ] |

## Resultados

### Sumario general
|                        |                                                                  |              |              |              |            |            |
| Partidos y coaliciones | Partidos y coaliciones                                           | Voto popular | Voto popular | Voto popular | Consejeros | Consejeros |
| Partidos y coaliciones | Partidos y coaliciones                                           | Votos        | %            | ±pp          | Total      | +/−        |
|                        | Movimiento Independiente de Campesinos y Profesionales (MINCAP)  | 28,604       | 20.33        | n/a          | 5          | n/a        |
|                        | Renacimiento Andino (RA)                                         | 25,091       | 17.84        | n/a          | 1          | n/a        |
|                        | Movimiento Independiente Regional INTI (INTI)                    | 24,626       | 17.50        | n/a          | 1          | n/a        |
|                        | Perú Posible (PP)                                                | 14,916       | 10.60        | n/a          | 0          | n/a        |
|                        | Unidad Nacional (UN)                                             | 14,445       | 10.27        | n/a          | 0          | n/a        |
|                        | Acción Popular (AP)                                              | 10,667       | 7.58         | n/a          | 0          | n/a        |
|                        | Partido Aprista Peruano (APRA)                                   | 10,038       | 7.14         | n/a          | 0          | n/a        |
|                        | Reconstrucción Democrática (RD)                                  | 5,125        | 3.64         | n/a          | 0          | n/a        |
|                        | Somos Perú (SP)                                                  | 4,569        | 3.25         | n/a          | 0          | n/a        |
|                        | Agrupación Independiente Unión por el Perú - Frente Amplio (UPP) | 2,601        | 1.85         | n/a          | 0          | n/a        |
|                        |                                                                  |              |              |              |            |            |
| Total                  | Total                                                            | 140,682      |              |              | 7          | n/a        |
|                        |                                                                  |              |              |              |            |            |
| Votos válidos          | Votos válidos                                                    | 140,682      | 83.08        | n/a          |            |            |
| Votos en blanco        | Votos en blanco                                                  | 12,477       | 7.37         | n/a          |            |            |
| Votos nulos            | Votos nulos                                                      | 16,180       | 9.55         | n/a          |            |            |
| Votos emitidos         | Votos emitidos                                                   | 169,339      | 77.03        | n/a          |            |            |
| Abstenciones           | Abstenciones                                                     | 50,505       | 22.97        | n/a          |            |            |
| Votantes registrados   | Votantes registrados                                             | 219,844      |              |              |            |            |
|                        |                                                                  |              |              |              |            |            |
| Fuente:                |                                                                  |              |              |              |            |            |

### Autoridades electas
| Cargo                                   | Autoridad electa | Autoridad electa          | Partido político | Partido político                                       |
| --------------------------------------- | ---------------- | ------------------------- | ---------------- | ------------------------------------------------------ |
| Presidente Regional de Huancavelica     |                  | Salvador Espinoza Huarocc |                  | Movimiento Independiente de Campesinos y Profesionales |
| Vicepresidente Regional de Huancavelica |                  | Jorge Flores Delgado      |                  | Movimiento Independiente de Campesinos y Profesionales |
| Consejera Regional de Huancavelica      |                  | Beatriz Palomino Mora     |                  | Movimiento Independiente de Campesinos y Profesionales |
| Consejero Regional de Huancavelica      |                  | Víctor Pacheco Palomino   |                  | Movimiento Independiente de Campesinos y Profesionales |
| Consejero Regional de Huancavelica      |                  | Cesario Marmanillo Pérez  |                  | Movimiento Independiente de Campesinos y Profesionales |
| Consejero Regional de Huancavelica      |                  | Luis Zúñiga Zorrilla      |                  | Movimiento Independiente de Campesinos y Profesionales |
| Consejero Regional de Huancavelica      |                  | Edixon Guillén Pirca      |                  | Movimiento Independiente de Campesinos y Profesionales |
| Consejero Regional de Huancavelica      |                  | Ignacio Chilquillo Chirre |                  | Renacimiento Andino                                    |
| Consejera Regional de Huancavelica      |                  | Ignacia Huarcaya Conislla |                  | Movimiento Independiente Regional INTI                 |